# Football Club Košice
Le FC Košice est un club slovaque de football basé à Košice. 

## Histoire
Après la disparition du FC VSS Košice en 2017, la ville de Košice n'avait plus de club de haut niveau, le FC Lokomotíva Košice avait sombré dans les niveaux inférieurs et le 1. FC Košice avait également disparu en 2004. Il a été décidé de créér un nouveau club, qui reprend les sections jeunes du FC VSS Košice et l'équipe première du TJ FK Vyšné Opátske. Le nouveau club, le FC Košice, est fondé le 18 mai 2018 et reprend la place en troisième division slovaque du TJ FK Vyšné Opátske, en même temps les travaux d'un nouveau stade démarrent.
Dès sa première saison en troisième division, le club atteint les quarts de finale de la Coupe de Slovaquie en étant battu aux tirs au but par le futur vainqueur, le FC Spartak Trnava. En championnat le club termine à la première place s'assurant la promotion en deuxième division.
En 2019-2020, le club s'assure son maintien en deuxième division et la saison suivante parvient en demi-finale de la Coupe et termine à la 5e place du championnat, en 2021-2022 le FC Košice termine de nouveau à la 5e place puis en 2022-2023 sera champion de la deuxième division et promu en Niké Liga. L'objectif fixé au départ, d'atteindre l'élite en cinq ans a donc été atteint.
Lors de sa première saison au plus haut niveau slovaque, en 2023-2024, le club échappe aux barrages de relégations grâce aux résultats particuliers et se maintient donc en première division.

## Bilan sportif

### Palmarès
- Coupe de Slovaquie
  - 1/2 finale : 2020-2021
- Deuxième division slovaque
  - Champion : 2022-2023
- Troisième division slovaque
  - Champion : 2018-2019

### Bilan européen
Légende
- Victoire ou qualification pour le tour suivant
- Match nul
- Défaite ou élimination de la compétition

Note : dans les résultats ci-dessous, le score du club est toujours donné en premier.
| Saison    | Compétition      | Tour            | Club          | Domicile | Extérieur | Total |
| --------- | ---------------- | --------------- | ------------- | -------- | --------- | ----- |
| 2025-2026 | Ligue Conférence | Deuxième tour Q | Nioman Hrodna | 2 - 3    | 1 - 1     | 3 - 4 |